# Thofania d'Adamo
Thofania d'Adamo, även Teofania di Adamo, Epifania d'Adamo eller La Tofania, död 12 juli 1633 i Palermo, var en italiensk giftmördare.

## Fallet
Thofania d'Adamo avrättades dömd för att ha förgiftat sin make Francesco d'Adamo.
Fallet nämns i Compendio di diversi successi in Palermo dall’anno 1632 av Baldassare Zamparrone (1581–1648), som beskriver avrättningen av Thofania di Adamo. Den samtida dagboksskrivaren Gaetano Alessis Notizie piacevoli e curiose ossia aneddoti… nämnde giftet “Acqua Tufània”, som sedan förmodades ha varit uppfunnet av henne, och ha fått sitt namn Aqua Tofana efter henne. Hon ska ha sålt giftet i Palermo med Francesca La Sarda. Adamo och Sarda greps på order av Spaniens vicekung Fernando Afán de Ribera.

## Eftermäle
Thofania d'Adamo är känd i historien som mor till den ökända giftblandaren Giulia Tofana: enligt traditionen namngav Giulia Tofana sitt berömda gift Aqua Tofana efter sin mor Thofania d'Adamo. I verkligheten tycks detta vara en påhittad hypotes från 1800-talet utan samtida belägg, men det är möjligt att Thofania d'Adamo var en lärling till Giulia Tofana.  Giulia Tofana var verksam som giftförsäljare i Palermo fram till att hon år 1624 flydde till Rom.